# Nerva (cognomen)
Nerva was een Romeins cognomen en betekende: 'de pezige' of 'taaie'. Verscheidene leden van de gens Acutius, gens Aebutius, gens Cocceius, gens Licinia en de gens Silia gebruikte deze naam.
Bekende dragers van dit cognomen zijn:
- Aulus Licinius Nerva Silianus, consul in 65;
- Marcus Cocceius Nerva, Romeins keizer.